# TV Canção Nova
TV Canção Nova (também chamada de Canção Nova ou Sistema Canção Nova de Comunicação) é uma rede de televisão brasileira pertencente à comunidade católica Canção Nova.

## História  e estrutura
A TV Canção Nova foi uma ideia do Sacerdote e monsenhor Jonas Abib que desde a criação da comunidade Canção Nova em 1978, tinha o desejo de propagar o evangelho de Cristo através dos meios de comunicação. Para isso levantou muitas pessoas da cidade de  Cachoeira Paulista, no Vale do Paraíba, estado de São Paulo.
Em 25 de maio de 1980, a Rádio Bandeirantes de Cachoeira Paulista, de João Jorge Saad, foi vendida a comunidade Canção Nova, surgindo o primeiro embrião do grupo que mais tarde fundaria a primeira emissora de TV católica do Brasil.
Em 1989, a comunidade passa a transmitir a programação da repetidora da TVE Rio de Janeiro em Cachoeira Paulista, canal 35 UHF. Em 8 de dezembro do corrente  ano, é transmitida uma missa, marcando a primeira transmissão da TV Canção Nova. Nesse mesmo dia, Monsenhor Jonas Abib (ainda sob o título de Padre) completava 25 anos de ordenação sacerdotal.
Em 1995 a Canção Nova lança seu site. Um ano depois a comunidade católica já ocupava oito horas diárias da repetidora transmitindo programas apresentados por homens e mulheres que até hoje fazem parte da CN, como
Diácono Nelsinho Corrêa, Luzia Santiago, Dunga e Padre Léo além do próprio Padre Jonas. Em 1997 houve a oportunidade de adquirir uma emissora geradora.
Em 7 de agosto de 1997 é paga a última parcela da compra da TV Jornal de Aracaju (SE) canal 13 VHF pela comunidade Canção Nova e arquidiocese de Aracaju. A TV Jornal então deixa de ser afiliada da Rede Bandeirantes [carece de fontes?] e passa a transmitir a programação da TV Canção Nova, passando a se chamar Canção Nova Sergipe. Mais tarde adquire concessão ao ministério das comunicações para operar canal UHF em São Paulo e Belo Horizonte, fora entrar no Rio de Janeiro através do canal 44 UHF em 2001. [carece de fontes?].

## Transmissão online
Disponível através de tocador embutido em página web. Gravações também estão disponíveis.

## TV Canção Nova Internacional

### Mundo
A TV dispõe ainda de satélites de distribuição e contribuição, como o Brasilsat B1 e Brasilsat B3 e o NSS-806, que transmite o material produzido no Brasil e distribui para toda América do Norte, América do Sul e parte da Europa.[carece de fontes?]
Podendo ser vista desde setembro de 2005 por todas as regiões da Europa, através do HOT BIRD, um dos maiores distribuidores do mundo, que abrange 45 milhões de receptores e oferece a programação católica em canal livre.[carece de fontes?]
Em 2008 a emissora inaugurou um novo canal de transmissão na Ásia em parceria com a SatLink no satélite AsiaSat 2, alcança todo o continente Asiático, Egito, Austrália e Nova Zelândia.[carece de fontes?]

### TV Canção Nova Portugal
Em Portugal, a TV Canção Nova Portugal começou por ser transmitida através de televisão por satélite, mas abandonou essa tecnologia pese embora tenha recebido fortes manifestos para que a mesma fosse reposta em sinal aberto. Desde então passou a emitir em televisão por assinatura no canal 182 da operadora MEO, no canal 186 da operadora NOS, no canal 145 da operadora Nowo, no canal 210 da operadora Vodafone, e mais recentemente, de modo gratuito, via canal próprio na plataforma YouTube. Entre as suas principais transmissões contam-se a transmissão diária da Santa Missa a partir do Santuário de Nossa Senhora de Fátima, na Cova da Iria, e a recitação do Santo Rosário a partir da Capelinha das Aparições de Fátima.